# Fussballclub Baden
Il Fussballclub Baden, meglio noto come FC Baden, è una società calcistica svizzera con sede nella città di Baden. La sua fondazione risale al 1º luglio 1897. Milita nella Challenge League, la seconda serie del campionato svizzero di calcio.

## Palmarès

### Competizioni nazionali
- 1ª Lega: 3

2007-2008, 2012-2013 (gruppo 2), 2015-2016 (gruppo 3)

### Altri piazzamenti
- Challenge League:

Secondo posto: 1984-1985
- Promotion League:

Terzo posto: 2022-2023
- 1ª Lega:

Terzo posto: 2014-2015 (gruppo 3)